# 闻金和
闻金和（1554年—？），字韶初，號裒菴，浙江绍兴府餘姚縣人，民籍，明朝政治人物。同进士出身。

## 生平
万历七年（1579年）己卯科浙江乡试第二十九名举人，十一年（1583年）癸未科会试第二百七名，三甲十四名进士。吏部觀政，本年授河南歸德府推官，十五年行取，十六年候补兵部主事，本年填补车驾司，十七年升武选司，二十年升员外郎，本年升郎中，二十一年升延平知府，二十六年考察調簡，三十年補两淮運判，本年升高邮知州。
闻金和曾于万历二十一年(1593年)接替胡宗洙任延平府知府一职，万历二十六年(1598年)由陆志孝接任。

## 家族
曾祖聞銘。祖父聞瑞。父聞詩。母张氏，继母李氏，封太淑人。慈侍下。兄金聲、玉振。弟玉節、金章、玉策。